# Casagemes (Badalona)

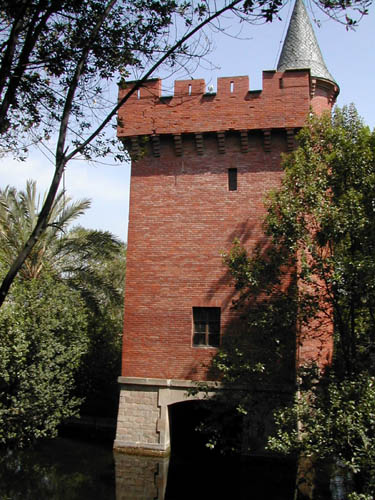
Castell de Ca l'Arnús

Casagemes és un barri costaner de Badalona (Barcelonès) que forma part del Districte I juntament amb Canyadó, Centre, Coll i Pujol, Dalt de la Vila, Manresà i Progrés.
Limita amb els barris de Centre, Dalt de la Vila, Canyadó, Manresà i Morera. Amb les dades del padró de 2012, el barri de Casagemes té 7.622 habitants, dels quals 3.562 (el 46,7%) són homes i 4.060 (el 53,3%) són dones. La població del barri representa al 3,4% d'habitants de tota la ciutat.

## Història
El barri va néixer com a extensió del nucli urbà de Badalona a la segona meitat de segle xix, arran de l'eixamplament de la ciutat, que va portar a la urbanització de la zona entorn de la plaça del Sol, coneguda com camp del General, perquè havia estat propietat d'un general irlandès que havia lluitat contra Napoleó. A la zona s'hi van edificar principalment habitatges, tret de la fàbrica Mercader el 1876, i en l'extrem més oriental empreses com El Cristall o la Corderia Garriga.
Pels volts de 1920, es va urbanitzar la finca de Cal General, propietat de la família Casagemas, que van acabar donant nom al barri. Les promotores de la urbanització van ser Josepa, Mercè i Lluïsa Casagemas, germanes del pintor Carles Casagemas. Els terrenys abastaven la zona compresa entre els carrers de Joan Peiró, Martí i Julià, Sant Bru –corresponent a la carretera nacional– i Antoni Maura.
A la dècada de 1960, La Caixa va promoure un grup d'habitatges allà on hi havia hagut la fàbrica Mercader, projectats per Joan Antoni Padrós, Francesc Joan Barba i Margarita Brender, utilitzant un nou urbanisme que va trencar les línies dels carrers i reservant un espai important al centre destinat als veïns.
El barri també abasta de la carretera nacional fins a l'autopista C-31, incloent el parc de Can Solei i de Ca l'Arnús, dues antigues finques agrícoles, el cementiri del Sant Crist, i on també hi va haver durant anys el camp del Centenari del Club de Futbol Badalona, enderrocat el 2015 i substituït per una promoció d'habitatges.

## Llocs d'interès
Aplega dues platges com són la platja del Pont d'en Botifarreta i la platja del Cristall.
Destaca el Parc de Can Solei i Ca l'Arnús, una finca amb origen en l'any 1565. Al castell de Ca l'Arnús es van allotjar tant la reina regent com el seu fill el Rei Alfons XIII l'any 1888.
És característica la plaça de Casagemes, situada on hi havia la masia anomenada de Cal General, propietat de la família Casagemes, té forma semicircular, perquè en uns moments representava el límit de la urbanització de Badalona pel cantó de llevant.
Hi trobem també el cementiri del Sant Crist, en el que destaca el panteó modernista de la família Bosch, gran exponent de l'art funerari modernista, obra d'Amigó el 1907. La família Bosch era la propietària de les famoses destil·leries Anís del Mono.

## Equipaments
Dins l'àmbit educatiu trobem diversos centres que imparteixen educació reglada al barri. Hi ha la Nona, una llar d'infants de titularitat privada; l'escola Artur Martorell, una escola pública on s'imparteix el segon cicle d'educació infantil i educació primària; i les Escoles Minguella, un centre concertat on es poden escolaritzar els nens des del segon cicle d'educació infantil fins a secundària.